# Koninklijk Omaans Politiestadion
Het Koninklijk Omaans Politiestadion (Arabisch: ملعب الشرطة السلطانية العُمانية) is een multifunctioneel stadion in Masqat, de hoofdstad van Oman. 
Het stadion wordt vooral gebruikt voor voetbalwedstrijden, de voetbalclub Oman Club maakt gebruik van dit stadion. Het stadion wordt ook gebruikt voor atletiekwedstrijden. Het stadion kan worden gebruikt voor internationale wedstrijden. In 2009 werden er wedstrijden gespeeld op de Golf Cup of Nations. In 2008 speelde het Omaans voetbalelftal hier een kwalificatiewedstrijd tegen Japan voor het wereldkampioenschap 2010. 
In het stadion is plaats voor 12.000 toeschouwers. Dat aantal was eerder meer, maar dit is teruggebracht. Het stadion werd geopend in 1987.